# Gynoxys azuayensis
Espèce
Classification phylogénétique
Statut de conservation UICN

 VU  : Vulnérable
Gynoxys azuayensis est une espèce de plante à fleurs du genre Gynoxys de la famille des Asteraceae.